# Дзанолини, Умберто
Умберто Дзанолини (итал. Umberto Zanolini; 31 марта 1887, Брешиа — 12 февраля 1973) — итальянский гимнаст, чемпион летних Олимпийских игр 1912 года в командном первенстве.